# Nabil Begg
Nabil Mohammed Begg (* 17. März 2004 in Sorokoba) ist ein fidschianischer Fußballspieler.

## Karriere

### Spieler
Nachdem Nabil Begg bereits in der Jugend des Ba FC gespielt hatte, rückte er im Jahr 2021 in dessen erste Mannschaft auf. Dort debütierte er am 11. April 2021 bei einer 0:1-Niederlage gegen den Navua FC in der Premier League, wobei er nach der ersten Halbzeit ausgewechselt wurde. In den folgenden Jahren stieg er zum Stammspieler auf und erzielte einige Tore.
Im März 2024 wechselte Begg nach Neuseeland, wo er beim Auckland City FC spielte. Nachdem er dort über den Rest des Jahres 2024 ohne Einsatz geblieben war, kehrte er Anfang 2025 zum Ba FC zurück. 

### Nationalmannschaft
Mit der U19/U20 nahm Nabil Begg an der U19-Ozeanienmeisterschaft 2022 teil und erzielte hier zwei Treffer und bereitete ein Tor vor. Bei der U20-Weltmeisterschaft 2023 kam er in allen drei Partien seiner Mannschaft zum Einsatz.
Bei der U23 gehörte Begg zum Kader bei den Spielen der Qualifikation für das Turnier der Olympischen Spiele 2024. Er bereitete fünf Treffer vor und unterlag im Finalspiel mit seinem Team mit 0:9 gegen Neuseeland.
Für die A-Nationalmannschaft debütierte er am 10. März 2022, als er bei einem 3:0-Freundschaftsspielsieg über Vanuatu eingewechselt wurde. Danach wurde er auch ein Mal in der Qualifikation für die Weltmeisterschaft 2022 eingesetzt.
Im Jahr 2023 folgten Einsätze bei den Pazifikspielen 2023. Bei der Ozeanienmeisterschaft 2024 kam er in fünf Partien zum Einsatz. Bei der Qualifikation für die Weltmeisterschaft 2026 kam er bisher in einigen Gruppenspielen zum Einsatz. Ende des Jahres folgten noch vier Einsätze beim MSG Prime Minister's Cup 2024.